# Stigmaphyllon

Stigmaphyllon es un género de plantas de la familia Malpighiaceae en el orden Malpighiales. 
Stigmaphyllon subg. Stigmaphyllon comprende 92 especies de trepadoras leñosas, o raramente arbustos, nativo del Neotrópico desde el sur de México al norte de Argentina, excepto Chile y los Andes altos; 13 especies se hallan en las Indias Occidentales.  Una especie (S. bannisterioides) se encuentra en la vegetación costera a lo largo de la costa atlántica del sur de México al norte de Brasil, en las Indias Occidentales, y a lo largo de la costa occidental de  África (Guinea Bissau, Guinea, Sierra Leona).
Stigmaphyllon subg. Ryssopterys incluye 21 species especies de trepadoras leñosas, nativo de Islas de la Sonda (excepto Borneo y Sumatra), Nueva Guinea, Queensland (Australia), Nueva Caledonia, Vanuatu, Islas Salomón, Micronesia, Palaos, y Filipinas; S. timoriense ocurre también en Taiwán y las Islas Ryūkyū.
Tres especies son de Ecuador, Stigmaphyllon ecuadorense (erróneamente listada como Stigmaphyllon ecudorense), Stigmaphyllon eggersii, y Stigmaphyllon nudiflorum,  incluidas en la Lista Roja de Especies Amenazadas 2006 IUCN.

## Especies seleccionadas
| - Stigmaphyllon aberrans - Stigmaphyllon acuminatum - Stigmaphyllon adenodon - Stigmaphyllon adenophorum - Stigmaphyllon affine | - Stigmaphyllon albiflorum - Stigmaphyllon alternans - Stigmaphyllon alternifolium - Stigmaphyllon alulatum - Stigmaphyllon bonariense - Stigmaphyllon jatrophifolium |

## Sinónimo
- Brachypterys A. Juss.